# Timbiquí
Timbiquí ist eine Gemeinde (municipio) im kolumbianischen Departamento Cauca am gleichnamigen Fluss Timbiquí.

## Geographie
Das mit zwölf Bewohnern pro Quadratkilometer dünn besiedelte Municipio liegt im Westen des Departamentos zum größten Teil im mit Dschungel und Mangroven bestandenen Tiefland, die durchschnittliche Höhe liegt bei 5 m. Der Hauptort ist etwa 10 Kilometer von der Küste des Pazifischen Ozeans und circa 120 km (Luftlinie) von Popayán entfernt. Der Ort kann aber auf dem Landweg von Popayan aus nur durch tagelange Märsche zu Fuß oder zu Pferd erreicht werden. Seit einigen Jahren wird Timbiquí von Cali bzw. Popayan aus mit Propellermaschinen angeflogen. Darüber hinaus ist die Ortschaft über Buenaventura, Tumaco oder Guapi per Schnellboot zu erreichen. Weitere größere Flüsse neben dem Río Timbiquí sind der Río Saija und der Río Bubuey.
Das Klima ist tropisch feucht mit einer Jahresdurchschnittstemperatur von 28 °C und bis 6000 mm Niederschlag.
Benachbart sind im Norden das Municipio López de Micay, im Osten die Municipios El Tambo und Argelia, im Süden Guapi und im Westen der Pazifik.

## Bevölkerung
Die Gemeinde Timbiquí hat 22.077 Einwohner, von denen 4584 im städtischen Teil (cabecera municipal) der Gemeinde leben (Stand: 2019).

## Geschichte
Timbiquí wurde 1772 Francisco Antonio de Mosquera gegründet, wobei die Bevölkerung ursprünglich das indigene Volk der Embera - Wanana aus der Gegend des Río San Juan war, die von den Spaniern zur Goldgewinnung am Ufer der Flüsse in die Region verschleppt wurden. Später wurden für den Goldabbau aus Afrika stammende Sklaven geholt, von denen ein Großteil der heutigen Bevölkerung abstammt. Seit 1915 hat Timbiquí den Status einer Gemeinde.

## Kultur
Die fast durchwegs afro-kolumbianische Bevölkerung Timbiquís verfügt über einen bedeutenden kulturellen Reichtum, Traditionen und Bräuche sowie ihre autochthone Musik (Currulao, Bunde), die wegen der Teilnahme einiger ihrer Gruppen wie Herencia de Timbiquí oder Socavón de Timbiquí beim jährlichen Festival für afro-pazifische Musik Petronio Álvarez in Cali überregional bekannt ist. Herencia de Timbiquí ist in der Zwischenzeit eine auch international bekannte Band geworden, die Auftritte in vielen Ländern absolviert und auch schon Konzerte zusammen mit den philharmonischen Orchestern von Cali und Bogotà gegeben hat. Im Laufe eines Jahres finden in Timbiquí zahlreiche typische, afro-kolumbianische Feste statt, darunter die Celebración de las Madrugadas, das Fest der Santa Barbara, das Fest der Unschuldigen und natürlich der Karneval. Timbiquí steht auch für eine besondere afro-pazifische Esskultur mit typischen Früchten, Gemüsen und Produkten aus der Region. Besonders erwähnenswert sind hier die Palmenfrüchte Naidí, Cocoroma und Chontaduro, der süße weiße Zuckerrohrhonig, die sogenannte chinesische Kartoffel, frischer Fisch und Krebse aus den Flüssen und dem Pazifik oder der Guatín, ein kaninchengroßes Nagetier ähnlich einer Beutelratte. Darüber hinaus gibt es vergorene Getränke und Heilmedizin auf pflanzlicher Basis gemischt mit Kräutern oder Lianen wie Arrechon, Tomaseca und Tumbacatres, die gegen alle möglichen Leiden wirken sollen.

## Wirtschaft
Der wichtigste Wirtschaftszweig von Timbiquí ist die Landwirtschaft. Es werden Zuckerrohr, Reis, Bananen, Kokosnüssen und Mais angebaut. Außerdem spielen Fischfang, Bergbau und Holzwirtschaft eine wichtige Rolle. In den letzten Jahrzehnten ist der Bergbau in Timbiquí immer wichtiger geworden, wobei die Problematik darin besteht, dass neben den per Hand arbeitenden Einwohnern von Timbiquí auch immer mehr Firmen von auswärts mit schwerem Gerät Erze großräumig abbauen. Dies zieht katastrophale Auswirkungen auf die Wasserqualität des Rio Timbiquí nach sich, der als Trinkwasserreservoir von der Bevölkerung nicht mehr verwendet werden kann. Eine kommunale Wasserversorgung ist in Bau, jedoch nicht fertiggestellt. Timbiquí liegt unweit des Tales von López de Micay, einem Zentrum des Anbaus von Koka, dessen Produkte auf dem Weg zum Pazifik teilweise durch Timbiquí transportiert werden. Auch in der Gegend um Timbiquí sind in der Vergangenheit zahlreiche Kokaplantagen entstanden, es werden jedoch seitens der Gemeinde und anderer Institutionen starke Anstrengungen unternommen, diese Praxis einzudämmen. So wurden zuletzt auch bereits mehr als 120 Hektar Land mit Kakao bepflanzt.

## Kriminalität
Im Februar 2011 wurde vor Inbetriebnahme ein bis 9 m Tiefe tauchfähiges, 31 m langes U-Boot aus Glasfaser mit 8 t Ladefähigkeit beschlagnahmt, das die Küste in wenigen Tagen hätte erreichen können. Die Herstellungskosten wurden auf 1,5 Millionen Euro geschätzt. Bis dahin hatte man in Kolumbien nur Drogen-U-Boote sichergestellt, die dicht unter der Wasseroberfläche fahren konnten.

## Persönlichkeiten
- Avilés Hurtado (* 1987), Fußballspieler
- Begner Vásquez Angulo, Musiker
- Herencia de Timbiquí, Musikgruppe